# Pyrgulina epentromidea
Pyrgulina epentromidea is een slakkensoort uit de familie van de Pyramidellidae. De wetenschappelijke naam van de soort is voor het eerst geldig gepubliceerd in 1899 door Melvill.